# Blåryggig trogon
Blåryggig trogon (Trogon bairdii) är en fågel i familjen trogoner inom ordningen trogonfåglar.

## Utbredning
Fågeln förekommer på Stillahavssluttning i sydvästra Costa Rica och västra Panama.

## Status
IUCN kategoriserar arten som nära hotad.

## Namn
Fågelns vetenskapliga artnamn hedrar den amerikanske ornitologen Spencer Fullerton Baird (1823-1887).